# Moše Unna
Moše Unna (hebrejsky משה אונא, žil 22. listopadu 1902 – 21. února 1989) byl izraelský politik a poslanec Knesetu za strany Sjednocená náboženská fronta, ha-Po'el ha-Mizrachi, Chazit datit le'umit a Mafdal.

## Biografie
Narodil se v Mannheimu v Německu. V Německu vystudoval střední školu, zemědělskou školu a rabínský seminář v Berlíně. V roce 1927 přesídlil do dnešního Izraele. Zde zpočátku pracoval v zemědělství. Patřil mezi zakladatele kibucu Tirat Cvi, od roku 1944 žil v kibucu Sde Elijahu.

## Politická dráha
Angažoval se v hnutí Tchelet-Lavan a Mizrachi. V roce 1924 řídil zemědělský podnik v Německu, napojený na hnutí Mizrachi. V letech 1931–1933 byl vyslancem hnutí v Německu, v roce 1934 začal pracovat pro organizaci Alija mládeže. Patřil mezi zakladatele hnutí ha-Kibuc ha-dati. Roku 1942 se stal členem výkonného výboru organizace ha-Po'el ha-Mizrachi, kde pak v letech 1942–1949 působil jako pokladník. Byl členem Židovské národní rady.
V izraelském parlamentu zasedl poprvé už po volbách v roce 1949, do nichž šel za formaci Sjednocená náboženská fronta. Byl členem výboru práce, výboru pro ekonomické záležitosti, výboru House Committee a výboru pro procedurální pravidla. Ve volbách v roce 1951 úspěšně kandidoval za ha-Po'el ha-Mizrachi. Byl pak předsedou parlamentního výboru pro ústavu, právo a spravedlnost a členem výboru pro ekonomické záležitosti, výboru House Committee, výboru pro zahraniční záležitosti a obranu, výboru pro vzdělávání a kulturu a výboru pro jmenování rabínských soudců. Do Knesetu pronikl i ve volbách v roce 1955, do nichž šel za formaci Chazit datit le'umit (Národní náboženská fronta). Ta se v průběhu funkčního období parlamentu přejmenovala na ha-Po'el ha-Mizrachi-Mizrachi a pak na Mafdal (Národní náboženská strana). Byl znovu předsedou parlamentního výboru pro ústavu, právo a spravedlnost. Zastával post člena výboru pro ekonomické záležitosti, výboru pro záležitosti vnitra a výboru práce. Za Mafdal mandát obhájil ve volbách v roce 1959. Byl členem výboru pro zahraniční záležitosti a obranu, výboru pro ekonomické záležitosti a výboru pro ústavu, právo a spravedlnost. Na kandidátce Mafdal se do Knesetu dostal i po volbách v roce 1961. Byl předsedou parlamentního výboru pro ústavu, právo a spravedlnost a členem výboru pro ekonomické záležitosti, výboru pro zahraniční záležitosti a obranu a výboru pro jmenování rabínských soudců. Úspěšně za Mafdal kandidoval i ve volbách v roce 1965. Zachoval si funkci předsedy výboru pro ústavu, právo a spravedlnost. Stal se členem výboru pro zahraniční záležitosti a obranu. Ve volbách v roce 1969 mandát neobhájil.
Zastával i vládní funkce. V letech 1956–1957 a znovu v roce 1958 by náměstkem Ministra školství Izraele.